# Mongolicosa gobiensis
Mongolicosa gobiensis là một loài nhện trong họ Lycosidae.
Loài này thuộc chi Mongolicosa. Mongolicosa gobiensis được Yuri M. Marusik, Azarkina & Koponen miêu tả năm 2004.